# 닐 자자
닐 자자(Neil Zaza, 1964년 6월 9일~)는 미국의 기타 연주자 겸 작곡가 및 음반 프로듀서이다.

## 생애
1981년 언더그라운드 라이브 클럽에서 기타 연주자 첫 데뷔하였고 1987년 록 음악 밴드 "자자(Zaza)"의 기타리스트 활약을 하였으며 1992년 솔리스트 기타 연주자 데뷔하였다.

## 유명세
그는 보통적으로 대한민국 국내에서는 1992년 발표한 《Funking sheriff full of led》라는 기타 연주곡이 히트한 어엿한 미국 록 음악가로 널리 잘 알려져 있다. 이후 그는 이에 관한 인기에 힘입어 합동 내한 공연도 하게 된 바, 2003년 8월 8일 당시 대한민국 부산 록 페스티벌에 기타리스트(록 음악가) 초청된 전력이 있다.

## 학력
- 1995년 미국 오하이오 주립 애크런 대학교 산업공학과 학사